# Kapel van de Zwarte Moeder Gods
De Kapel van de Zwarte Moeder Gods (Duits: Kapelle zur Schwarzen Mutter Gottes) is een bedevaartsoord in het Duitse dorpje Windhausen bij Herschwiesen op de Hunsrück, Rijnland-Palts.

## Geschiedenis

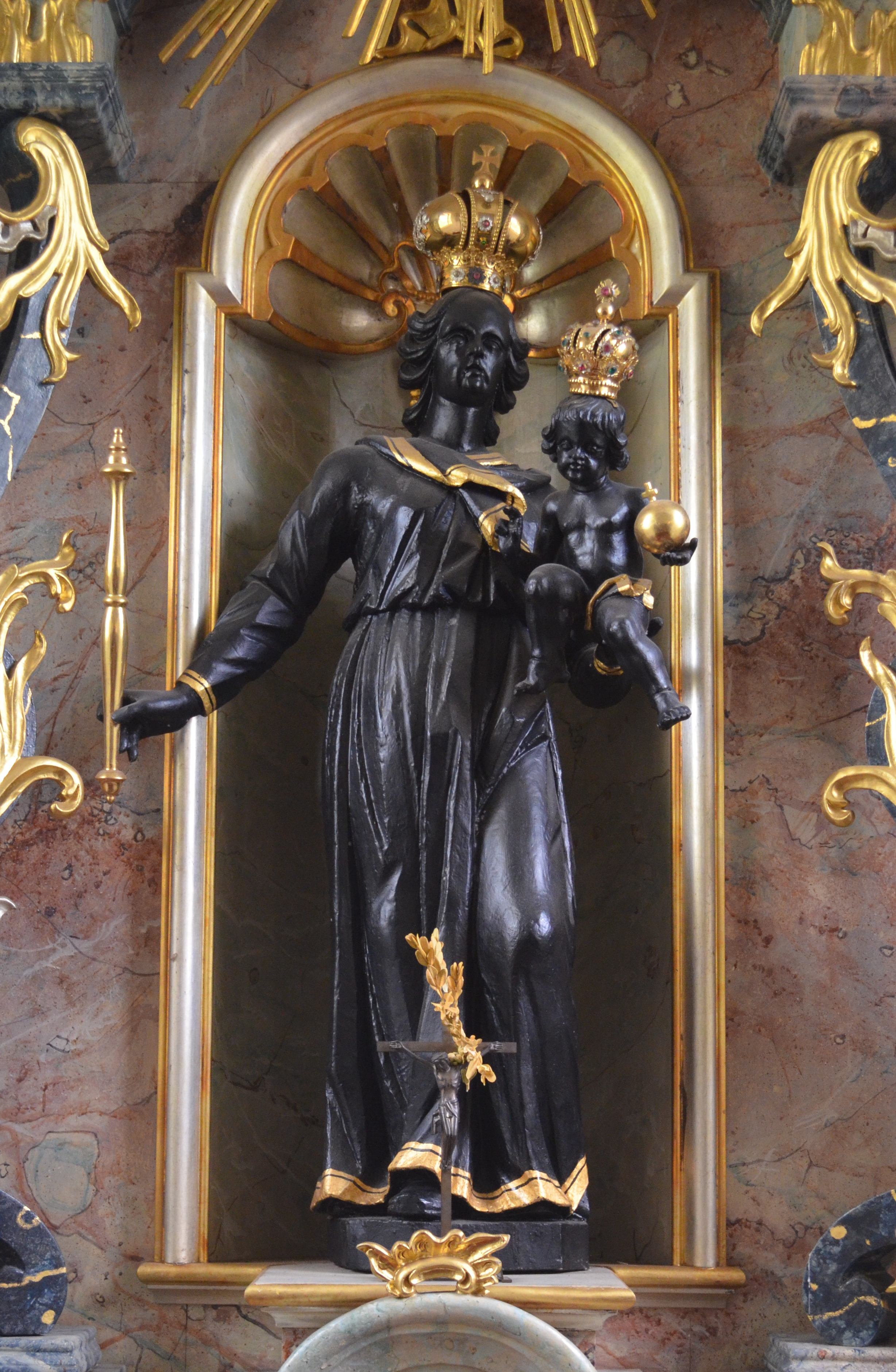
Genadebeeld van de zwarte Moeder Gods, Windhausen

Volgens de overlevering had de ernstig zieke Peter Becker, die pachter was van een landgoed bij het slot Schöneck, bij een Madonnabeeld bij Koblenz gebeden voor zijn genezing. Omdat zijn gebed werd verhoord en de pachter weer gezond werd, bouwde hij uit dankbaarheid in Windhausen een kleine houten kapel ter ere van de zwarte Moeder Gods. Het beeld dat er werd geplaatst was een kopie van het beeld waarbij hij om zijn genezing had gebeden. Nadien werden er meer wonderen en genezingen gemeld, waardoor het aantal pelgrims groeide en in 1790 een grotere kapel van steen noodzakelijk werd.
Toen het Rijnland in 1794 door de Fransen werd bezet, wilden zij het heiligdom verwoesten. Onder het voorwendsel dat fanatieke priesters er met de Maria-cultus kwade intenties hadden, lieten de autoriteiten de kapel door soldaten sluiten. En ondanks een tweede sluiting door de Franse prefect van het departement Rhin-et-Moselle in 1803, werd de bedevaart in 1807 hervat. 
Tegen het einde van de oorlog werd de kapel in 1945 door artilleriebeschietingen sterk beschadigd. Drie jaar later werd de kapel dankzij grote offers weer gerenoveerd. Een grondige restauratie vond in de jaren 1983-1985 plaats. De kosten werden mede gedragen door de bevolking van Salzig.

## Het genadebeeld
Om te voorkomen dat het beeld van de Moeder Gods tijdens de Franse Revolutie werd vernietigd, verstopte men het in een holle boomstam. De boom werd echter getroffen door de bliksem en heeft sindsdien een verkoolde kleur. Het beeld staat in een rococo-altaar dat afkomstig is uit de Maria-kapel van Mermuth  en in de jaren 1980 werd verworven. 